# Dibokwe
Dibokwe är ett periodiskt vattendrag i Botswana.   Det ligger i distriktet Central, i den östra delen av landet, 280 km nordost om huvudstaden Gaborone.
Omgivningarna runt Dibokwe är huvudsakligen savann. Runt Dibokwe är det mycket glesbefolkat, med 6 invånare per kvadratkilometer.